# Gostomski III
Gostomski III (Kostka-Gostomski) – kaszubski herb szlachecki, według Przemysława Pragerta odmiana herbu Dąbrowa.

## Opis herbu
Opis z wykorzystaniem zasad blazonowania, zaproponowanych przez Alfreda Znamierowskiego:
W polu błękitnym półksiężyc złoty, z takimż krzyżem zaćwieczonym w środku, nad nim podkowa srebrna z gwiazdą złotą pomiędzy ocelami i takimiż gwiazdami po bokach.
Klejnot: nad hełmem w koronie skrzydło czarne przeszyte strzałą srebrną w prawo.
Labry błękitne, podbite złotem.

## Najwcześniejsze wzmianki
Herb przytaczany przez Żernickiego, opisany słownie (Der polnische Adel, Die polnischen Stamwappen) na podstawie pieczęcie z 1818 z Archiwum w Królewcu, potwierdzony z barwami przez pruski Urząd Heraldyczny w Berlinie w 1911.

## Herbowni
Gostomski z przydomkiem Kostka.
Inne gałęzie tej rodziny używały innych herbów. Pełna lista herbów Gostomskich dostępna w haśle Gostomski I.